# Henri Tomasi
Henri Tomasi (født 17. august 1901 i Marseille - død 13. januar 1971 i Paris, Frankrig) var en fransk komponist og dirigent. Tomasi studerede komposition og direktion på Musikkonservatoriet i Paris hos bl.a. Vincent d´Indy.
Han har skrevet 3 symfonier, orkesterværker, operaer, kammermusik, klaverstykker, vokalstykker etc.
Tomasi var som komponist lyriker, men med en moderne melodik og kromatik i sine kompositioner. Han hører til de vigtige komponister i Frankrig fra det 20. århundrede. Tomasi var også dirigent for flere anerkendte franske symfoniorkestre.

## Udvalgte værker
- Symfoni i C Dur - (1941) - for orkester
- Symfoni "Til minde om Hector Berlioz" - (1967) - for orkester
- Symfoni "Af den tredje verden" - (1968) - for orkester
- Havets stilhed" (1968) - for orkester